# جون دبليو. باترسون
جون دبليو. باترسون (بالإنجليزية: John W. Patterson)‏ هو لاعب كرة قاعدة أمريكي، ولد في 2 مارس 1872 في أوماها في الولايات المتحدة، وتوفي في 23 أغسطس 1940 في باتل كريك في الولايات المتحدة.